# Charles Audry
Charles Audry (né le 22 février 1865-décédé en octobre 1934) fut docteur en médecine, professeur de vénérologie et président du Stade toulousain.

## Carrière dans la médecine
Médecin militaire de carrière, ancien chef de clinique et chirurgien des hôpitaux de Lyon, il est chargé de la faculté de médecine de Toulouse dès 1892. Il y crée son enseignement.
En 1899, il devient le premier titulaire de la chaire de dermatologie et syphiligraphie de l’Hôtel Dieu. Il est considéré comme le « fondateur de l’Ecole Toulousaine ».
Charles Audry était installé à l’Hôtel Dieu. Il a créé le Centre régional de sérologie. Son souvenir est encore attaché aux descriptions des leucémides, appelées « leucé-mides d’Audry », et à la pachydermie verticulée du cuir chevelu (publications dans les annales de dermatologie de 1901 (no 10 : 257-8).  

## Dirigeant sportif
Après avoir été second d'Ernest Wallon, il présida le Stade toulousain durant 18 ans (de 1912 à 1930). Il préside le club toulousain pendant la Première Guerre mondiale, une période difficile pour les clubs et pour le rugby à XV, et aussi, au cours des années 1920. Ernest Wallon était pour l’éducation par le sport, et trouvait l'action physique nécessaire afin de répondre aux exigences du corps. Le rugby tient une grande place dans sa vie. Son gendre Léon Lalande, Secrétaire Général de la compagnie d’assurances « La France », fut Président du Comité des Pyrénées de Rugby de 1923 à 1925. Il meurt à Toulouse en octobre 1934.